# Institut de biologie moléculaire et cellulaire
L'Institut de biologie moléculaire et cellulaire (IBMC) est un institut de recherche spécialisé en biologie moléculaire et cellulaire. Fondé en 1973, il est situé sur le campus central de Strasbourg. C'est une unité mixte de recherche de l'université de Strasbourg et du CNRS. Jules Hoffmann, prix Nobel de physiologie ou de médecine en a été directeur de 1994 à 2005.

## Présentation générale
L'Institut de biologie moléculaire et cellulaire a été fondé en 1973 par le biochimiste Jean-Pierre Ebel et le virologue Léon Hirth dans le but de réunir au sein d'un même laboratoire des scientifiques de disciplines complémentaires, biologie moléculaire et cellulaire, chimistes, biochimistes et structuralistes. En 1994, l'IBMC devient un Institut fédératif du CNRS, puis une Fédération de Recherche du CNRS (FRC 1589). Cette FRC a été renouvelée plusieurs fois, en 1998, en 2001, en 2006 et en 2009. Le regroupement au sein de l'IBMC de trois unités propres du CNRS, que sont : l’UPR 9002 (Architecture et réactivité des ARN), l’UPR 3572 (Immunologie et chimie thérapeutique) et l’UPR 9022 (Réponse immunitaire chez les insectes) a pour but d'apporter un soutien matériel aux recherches de ses trois laboratoires. Le but principal de ce regroupement est avant tout d'améliorer l'interaction entre les différents scientifiques des trois unités de recherche pour ainsi permettre l’émergence de nouveaux programmes de recherche communs.

## Insectarium pour l'Infectiologie Moléculaire et Cellulaire (I2MC)
Dans le cadre du Plan campus (pour la construction du bâtiment) et des équipements d'excellence, l'institut a été lauréat pour son projet de création d'un insectarium. Il s'agira d'une « plateforme expérimentale de type animalerie de haute technologie pour étudier en toute sécurité les maladies dont la transmission est assurée par les moustiques (Dengue, Chikungunya, Paludisme etc.) ». Les locaux vétustes de l'ancienne animalerie seront détruits dans le but de construire un bâtiment de haut niveau de biosécurité.

## Directeurs
- Jean-Luc Imler, depuis 2018. Professeur de biologie cellulaire, Directeur de Recherche au CNRS et Responsable de l'UPR 9022 « Modèles Insectes d’Immunité Innée (M3i) ».

- Sylviane Muller, entre septembre 2016 et 2017. Directrice de Recherche au CNRS, Professeur à l’USIAS (Institut d'Études Avancées de l'Université de Strasbourg) et Directrice de l’UPR 3572, « Immunopathologie et Chimie Thérapeutique ».
- Eric Westhof, entre 2006 et 2016. Membre de l'Académie des sciences.
- Jules Hoffmann, 1994 à 2005. Prix Nobel de physiologie ou médecine en 2011 et membre de l'Académie française[6].

## Accès
L'institut est situé le long de l'allée Gaspard Monge, sur le Campus central desservi par les lignes de bus de la CTS 30 et L1 et par les lignes C, E et F du Tramway de Strasbourg.
Par le bus : Lignes 30 et L1 via Cité Administrative, Palerme et Rome
Par le Tramway : Lignes C, E et F via Université, Observatoire et Esplanade.